# Anne Will

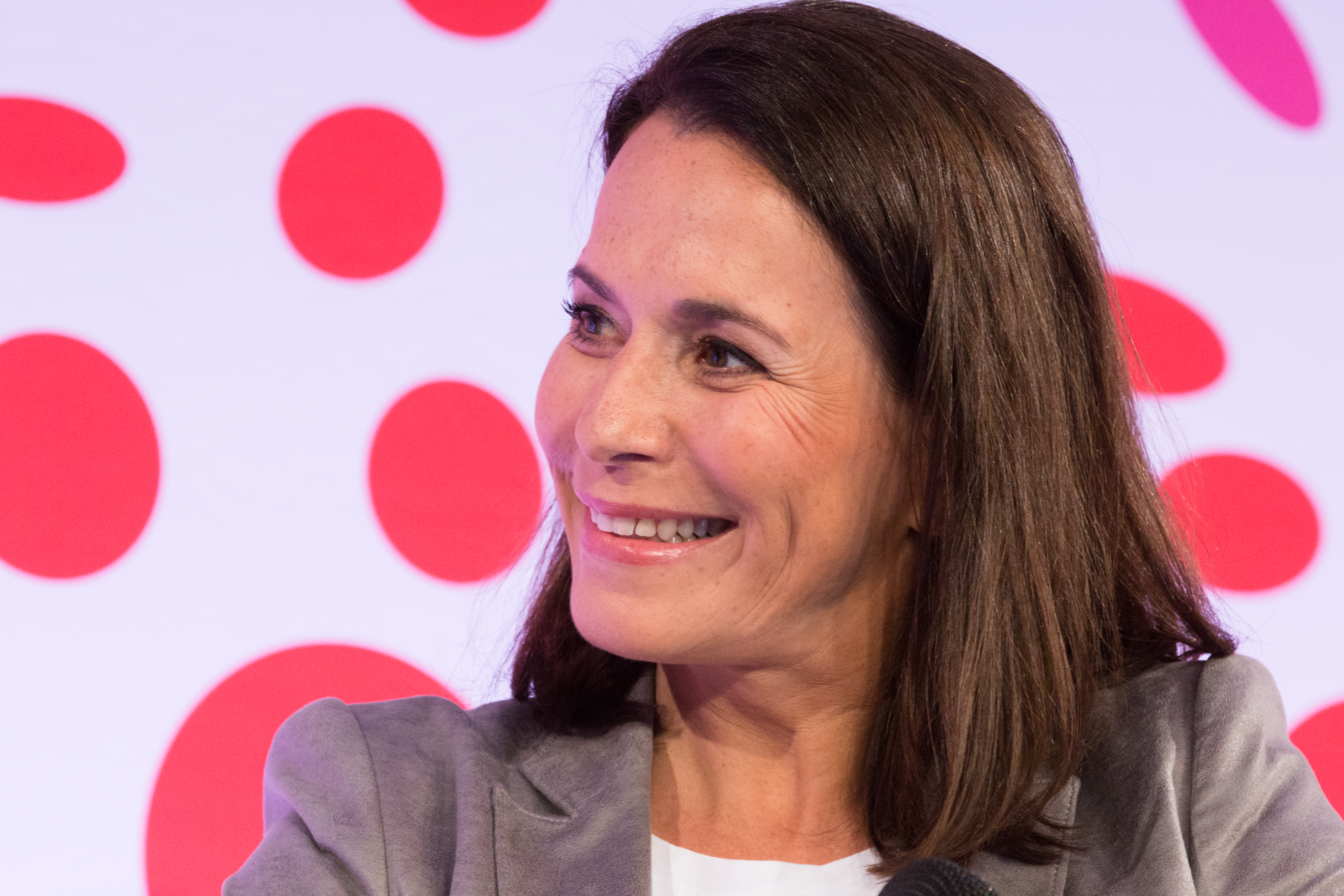
Anne Will auf der Re:publica 2018

Anne Will (* 18. März 1966 in Köln) ist eine deutsche Journalistin und Fernsehmoderatorin. Von 2001 bis 2007 moderierte sie die Nachrichtensendung Tagesthemen im Ersten, von September 2007 bis Dezember 2023 leitete sie die politische Talkshow Anne Will des NDR im Ersten.

## Jugend
Anne Will wuchs als Tochter eines Schreinermeisters und einer Hausfrau und ehemaligen Postangestellten in Hürth bei Köln auf. Sie hat einen älteren Bruder. Nach dem Abitur am Albert-Schweitzer-Gymnasium studierte sie ab 1985 an der Universität zu Köln und der Freien Universität Berlin Geschichte, Politikwissenschaft und Anglistik. Während ihrer Studienzeit arbeitete sie als Journalistin bei der Kölnischen Rundschau und dem Spandauer Volksblatt und war Stipendiatin der Friedrich-Ebert-Stiftung. 1990 schloss sie ihr Studium in Köln mit dem Magister ab.

## ARD

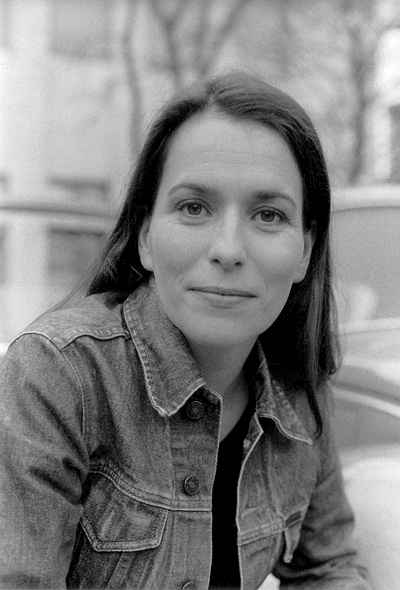
Anne Will (um 2003)

Sendungslogo

Nach dem Studium arbeitete sie beim Sender Freies Berlin und leistete dort von 1991 bis 1992 ein Volontariat in Hörfunk und Fernsehen. Ende 1992 wurde Will einem größeren Zuschauerkreis bekannt, als sie für den SFB die Talkshow Mal ehrlich und den Sportpalast moderierte. Von 1996 bis 1998 war sie Gastgeberin in der Medienshow Parlazzo des WDR. Ab November 1999 präsentierte sie als erste Frau die bis dahin von Männern dominierte Sportschau, was sie schlagartig einem großen Publikum bekannt machte. Im Jahr 2000 moderierte sie für die ARD Sportsendungen der Olympischen Spiele aus Sydney.
Als Nachfolgerin von Gabi Bauer trat Will am 14. April 2001 ihre neue Aufgabe als Moderatorin der Tagesthemen an, zunächst abwechselnd mit Ulrich Wickert, ab September 2006 im Wechsel mit dessen Nachfolger Tom Buhrow. Ihre letzte Sendung moderierte sie am 24. Juni 2007; danach wurde sie von Caren Miosga abgelöst.
Nachdem Günther Jauch die angebotene Position abgelehnt hatte, wählten die Intendanten der ARD Will zur Nachfolgerin von Sabine Christiansen für die politische Talkshow des Senders am Sonntagabend, die unter dem Namen Anne Will am 16. September 2007 das erste Mal zu sehen war. Sie wurde von der Will Media GmbH produziert, deren Geschäftsführerin Will ist. Am 10. Juli 2011 moderierte sie ihre letzte Sendung auf diesem Sendeplatz, bevor diesen ab 11. September 2011 dann doch Günther Jauch einnahm. Der NDR kündigte am 13. Januar 2023 an, dass die Talkshow Ende 2023 auf Wills Wunsch hin auslaufen werde. Ihre letzte Sendung wurde am 3. Dezember 2023 ausgestrahlt. Auf dem Sendeplatz, wie schon als Moderatorin der Tagesthemen, folgte ihr seit 2024 Caren Miosga mit der politischen Talkshow Caren Miosga.
Im September 2013 moderierte Will zusammen mit Maybrit Illner, Peter Kloeppel und Stefan Raab das Fernsehduell zwischen Angela Merkel und Peer Steinbrück auf fünf Sendern (Das Erste, ZDF, RTL, ProSieben und Phoenix).

## PodcastPolitik mit Anne Will
Im April 2024 startete Wills eigenproduzierter Podcast „Politik mit Anne Will“. In wöchentlich erscheinenden, einstündigen Folgen spricht sie mit Politikern, Journalisten, Wissenschaftlern, Publizisten und Kunstschaffenden zu aktuellen politischen Diskursen. Die Sendung wird von der „Will Media GmbH“ produziert und finanziert sich über die Werbeeinnahmen auf den Publikationsplattformen.

## Gesellschaftspolitisches Engagement
Will unterstützt verschiedene soziale Projekte, u. a. ist sie Botschafterin des „Raum der Namen“ im Holocaust-Denkmal in Berlin.
Zudem gehört sie zu den bekanntesten Erstunterzeichnerinnen von Pro Quote. Die im Februar 2012 von mehr als 300 Journalistinnen in Deutschland begonnene Kampagne verfolgt eine Erhöhung des Frauenanteils in der Führungshierarchie der deutschen Medienbranche in den kommenden fünf Jahren auf mindestens 30 Prozent.  „Dass nur ein Bruchteil der Führungspositionen in den Rundfunkanstalten und Verlagshäusern von Frauen besetzt ist,“ sei, schreibt Will, „ein katastrophaler Missstand.“ Ohne Quote ändere sich daran offensichtlich nichts.
Will engagiert sich außerdem im Rahmen des Integrationsprojekts „Scoring Girls“ von Háwar.help. Das Projekt soll Mädchen mit Migrationshintergrund und aus schwierigen sozialen Verhältnissen für Fußball begeistern. Beim Benefizspiel in Köln am 14. Juli 2018 trainierte Will gemeinsam mit den Mädchen auf dem Fußballplatz.

## Medienkritik
Marvin Oppong behauptete 2009 in einem taz-Artikel, die Stiftung Initiative Neue Soziale Marktwirtschaft (INSM) übe zu großen Einfluss auf ihre Talkshow aus. Anne Will hatte einige Jahre vor Beginn ihrer Talk-Sendung auf dem „Kongress 2002“ der INSM moderiert und den damaligen BDI-Präsidenten Michael Rogowski interviewt. Auf die Frage, welches Honorar sie hierfür erhielt, erklärte Nina Tesenfitz von der Will Media: „Anne Will gibt generell keine Auskunft über ihre Einnahmen.“ Der NDR veröffentlichte am 24. Juli 2009 eine Richtigstellung zum Artikel.
Nachdem Will in mehreren Sondersendungen ihrer Talkshow Bundeskanzlerin Angela Merkel als einzigen Gast eingeladen und dort ihre Regierungspolitik ausführlich und unwidersprochen hatte erklären lassen, kritisierten Medien wiederholt eine zu geringe journalistische Distanz zur Regierung.

## Privatleben
Will lebt in Berlin, bezeichnet aber Köln als ihre Heimatstadt und ist dem Kölner Karneval verbunden.
Ab 2002 oder 2003 lebte Will in einer Beziehung mit der Kommunikationswissenschaftlerin Miriam Meckel, Professorin an der Universität St. Gallen, was sie im November 2007 öffentlich machte.
Will und Meckel gingen im August 2016 eine eingetragene Lebenspartnerschaft ein.
Im November 2019 gaben sie ihre Trennung bekannt.

## Auszeichnungen
- 2001: Nominierung für den Adolf-Grimme-Preis Spezial – für ihr „Moderationstalent und ihre breite journalistische Kompetenz“
- 2002: Goldene Kamera als Shooting-Star 2001 (Hörzu-Leserwahl)
- 2005: Internationaler B.A.U.M.-Sonderpreis
- 2006: Nominierung für den Adolf-Grimme-Preis
- 2006: Deutscher Fernsehpreis: Beste Moderation Information für die tagesthemen
- 2007: Hanns-Joachim-Friedrichs-Preis für Fernsehjournalismus
- 2007: „Newcomerin des Jahres“ Medium Magazin[20]
- 2014: Nominierung Deutscher Fernsehpreis: „Beste Information“